# Ćenab Nagar
Ćenab Nagar – miasto w Pakistanie, w prowincji Pendżab. W 2017 roku liczyło 64 252 mieszkańców.